# Úraz elektrickým proudem

symbol varující před rizikem úrazu elektrickým proudem

K úrazu elektrickým proudem dochází při průchodu nadměrného elektrického proudu tkáněmi živých organismů včetně lidí a zvířat. V tkáních živých organismů dochází k procesům svázaným s tokem velmi slabých elektrických proudů nepřekračujících zlomky miliampérů, přičemž současně dochází k vzniku napětí v řádu zlomku voltů. Kontakt člověka nebo zvířete s vnějšími zdroji elektrického proudu může vést k popálení tkáně, svalovým křečím, ztrátě vědomí, zástavě srdce nebo i ke smrti.
Příčinou vzniku nebezpečného proudu bývá většinou kontakt nechráněné části těla s elektrickým obvodem pod napětím – tím se tělo nechtěně stane součástí elektrického obvodu. V běžné elektrické zásuvce v Evropě bývá střídavé napětí 230 V, které může být při kontaktu smrtelné. Elektrické rozvody a přístroje proto obsahují řadu opatření zamezujících kontaktu člověka s nebezpečným napětím. U vyšších napěťových hladin je smrtelně nebezpečné i pouhé přiblížení těla, protože zde může dojít ke vzniku elektrického oblouku a uzavření elektrického obvodu tělem. Elektrická pevnost vzduchu je sice poměrně vysoká — asi 3 kV/mm — avšak to je jen ideální teoretická hodnota, která platí v suchém neionizovaném vzduchu bez přítomnosti nečistot. V blízkosti vysokého napětí (například v trakčním vedení) však stačí ke vzniku výboje lokální překročení elektrické pevnosti vzduchu v důsledku porušení homogenity elektrického pole kvůli přítomnosti cizího předmětu (např. lidská končetina). 

## Faktory ovlivňující působení proudu
Rozhodující faktory při úrazu elektrickým proudem jsou:
- druh proudu (střídavý nebo stejnosměrný) a frekvence
- velikost proudu
- dráha proudu
- doba působení

### Druh proudu a frekvence
Stejnosměrný proud (tedy proud o nulové frekvenci) způsobuje elektrochemické účinky a vyvolává rozklad krve (elektrolýzu) a možnost vzniku krevních plynů, což přináší nebezpečí embolie. Střídavý proud způsobuje fibrilaci srdečních chlopní. Jeho projevy se mění s rostoucí frekvencí:
- U velmi nízkých frekvencí (<100 Hz) se dráždivý účinek zvyšuje lineárně s frekvencí.
- V rozmezí 500 – 3000 Hz závisí prahová hodnota dráždivého proudu na druhé odmocnině frekvence.
- Nad 3000 Hz dráždivý účinek klesá, a při frekvencích nad 20 kHz zcela ustává.

Vysokofrekvenční proudy dráždivé účinky nemají, pravděpodobně proto, že aby se nervová buňka depolarizovala a přenesla impuls, musí projít přes membránu nervové buňky určitý minimální počet iontů vlivem přiloženého napětí. Pří frekvencích na úrovni rádiového spektra není během půlvlny dostatek času na to, aby dostatečné množství iontů prošlo membránou, než se polarita napětí obrátí.) 
Nezávisle na druhu proudu dochází při jeho průchodu tělem k tepelným účinkům, které způsobují popáleniny. 

### Velikost proudu
Zde jsou uvedeny přibližné hodnoty, které platí pro střídavý proud o frekvenci 50 – 60 Hz, a to pro dlouhodobější průchod proudu (kolem 5 s).
| Velikost proudu [mA] | Reakce těla                                                |
| -------------------- | ---------------------------------------------------------- |
| 0,5 – 1              | žádná (práh vnímání)                                       |
| 3                    | pocity mravenčení až brnění                                |
| 8                    | podráždění v nervech, stoupání krevního tlaku              |
| 10 – 16              | vznikají křeče, lze se pustit (mez uvolnění)               |
| 18 – 25              | křeč dýchacího svalstva, nelze se pustit                   |
| 35                   | může dojít k zástavě srdce                                 |
| 60                   | chvění srdeční komory (fibrilace), přechodná zástava srdce |
| 80 – 100             | trvalá zástava srdce                                       |

Za bezpečný proud je u střídavého proudu (AC) udávána hodnota 3,5 mA u stejnosměrného proudu (DC) 10 mA.
Velikost proudu procházejícího tělem při úrazu závisí na odporu (respektive impedanci) těla a velikosti napětí (podle Ohmova zákona). Velikost odporu se pohybuje v rozmezí od 1000 Ω až do 10 000 Ω. Se zhoršujícím se tělesným a duševním stavem (únava, deprese a pod.) odpor klesá až na hodnotu 400 Ω. Průměrná hodnota odporu je cca 3000 Ω. Hodnota bezpečného napětí stanovena na 50 V pro AC a 120V pro DC.

### Dráha proudu
Velikost působení elektrického proudu je také dána tím, kudy elektrický proud tělem protéká:
- Nejnebezpečnější dráha proudu je dráha hlava-ruka, hlava-noha a pod., protože protékající proud zasahuje mozkové centrum.
- Dále je pak nebezpečná dráha levá ruka-pravá ruka a levá ruka-levá noha, kdy proud prochází přímo srdeční oblastí.

### Doba působení
Pokud průchod proudu lidským tělem trvá 0,8 sekundy a více, zasáhne minimálně jednou tzv. vulnerabilní fázi srdeční činnosti. Během této fáze srdeční činnosti je srdce mimořádně náchylné k zástavě. Při trvání tělového proudu 0,4 sekundy je pravděpodobnost vyhnutí se vulnerabilní fázi třicetiprocentní a při trvání 0,2 sekundy už šedesátiprocentní. Z tohoto důvodu jsou proudové chrániče konstruovány tak, aby v případě poruchy vybavily za nejvýše 0,3 sekundy (v praxi je vybavení výrazně rychlejší, zhruba 15 – 30 milisekund).